# Acartauchenius desertus
Acartauchenius desertus là một loài nhện trong họ Linyphiidae.
Loài này thuộc chi Acartauchenius. Acartauchenius desertus được Andrei V. Tanasevitch miêu tả năm 1993.